# Paul Lagrave
Pour les articles homonymes, voir Lagrave (homonymie).
Paul Louis Lagrave (1864–1933) est un architecte français.

## Formation
Né à Paris le 19 mai 1864, il fut admis à l'école des beaux-arts à la promotion de 1885 et entra à l’atelier André et Laloux. Entré en 1er classe en 1892, il fut diplômé en 1894.
Présenté à la S. C. par J. Bouvard, V. Gravigny, Ch. Dupuy, V. Laloux, J. Lequeux et G. Lecomte, il y fut admis en 1901.

## Carrière
Il débuta dans la carrière comme inspecteur de l’agence des travaux de la Légation de France à Bucarest et s’intéressa dans cette ville à d’importants travaux, notamment à ceux du Palais de Justice.
Entré au service d’Architecture de la ville de Paris, il fut à l’Exposition Universelle de 1900 sous inspecteur du Pavillon de la Ville et obtint à ce titre une médaille d’argent. Plus tard, comme Architecte du Département, il eut à continuer les projets et les travaux de l’Institut Départemental des Sourds Muets à Asnières.
Il était Expert juré de la Justice de Paix du 9e arrondissement, Architecte communal de Louveciennes (Seine-et-Oise).
Retiré de la vie active, il resta membre du Comité du Patronage des HBM.
Officier de l’Instruction publique, il était membre de la S.C.[Quoi ?], de la SADG, de la Société des artistes français, de la Fondation Taylor, et des Parisiens de Paris.
Il meurt le 3 janvier 1933 en son domicile dans le 17e arrondissement de Paris, à l’âge de soixante huit ans. Les obsèques sont célébrées le 6 janvier en l’église Saint François de Sales et l’inhumation a lieu au cimetière du Père-Lachaise (60e division).

## Vie privée
Il épouse Madeleine Barrias (1877-1925), fille du sculpteur Louis-Ernest Barrias. Ils ont trois filles : Edith, Louise et Henriette.

## Ouvrages
Ses travaux nombreux consistèrent en immeubles de rapport ; villas à Vaux-sur-Seine, Triel, Sèvres, Carolles, aux Sables-d'Olonne, à Fouesnant (le château de Bot-Conan) ; réfection du Casino de Dinard, et la transformation de l’église Saint Paul du Gros-Caillou. Il exécuta d’autre part différentes restaurations de châteaux à Trilbardon, Mazières, Dol Conan, de la Villeterte, etc.